# Осмульськ-Ґурни
Осмульськ-Ґурни (пол. Osmólsk Górny) — село в Польщі, у гміні Санники Ґостинінського повіту Мазовецького воєводства.
Населення — 185 осіб (2011).
У 1975-1998 роках село належало до Плоцького воєводства.

## Демографія
Демографічна структура станом на 31 березня 2011 року:
|          | Загалом | Допрацездатний вік | Працездатний вік | Постпрацездатний вік |
| -------- | ------- | ------------------ | ---------------- | -------------------- |
| Чоловіки | 90      | 16                 | 63               | 11                   |
| Жінки    | 95      | 17                 | 57               | 21                   |
| Разом    | 185     | 33                 | 120              | 32                   |